# 倫切-沃格爾斯科市鎮

倫切-沃格尔斯科市鎮於斯洛維尼亞的位置

倫切-沃格尔斯科市鎮是斯洛文尼亞西部的市镇，行政中心為布科維察。市镇面積为29.5平方公里，2002年人口4135。人口密度約140人/km2。该市镇设立于2006年，自新戈里察城市市鎮析出。

## 外部連結
- 官方网站  （斯洛文尼亚文）
- Municipality of Renče–Vogrsko at Geopedia（页面存档备份，存于）